# 105. вечити дерби у фудбалу
105. вечити дерби у фудбалу је фудбалска утакмица одиграна у Београду 21. септембра 1996. године, између Црвене звезде и Партизана. Утакмица се завршила резултатом 3 : 1 (3 : 1) за Партизан.